# جاناتان گرادیت
جاناتان گرادیت (انگلیسی: Jonathan Gradit؛ زادهٔ ۲۴ نوامبر ۱۹۹۲) بازیکن فوتبال اهل فرانسه است.
از باشگاه‌هایی که در آن بازی کرده‌است می‌توان به باشگاه فوتبال کان اشاره کرد.